# Gangara sanguinocculus
Gangara sanguinocculus es una especie de mariposa, de la familia de los hespéridos.

## Distribución
Gangara sanguinocculus está distribuida entre las regiones región indomalaya, Australasia y ha sido avistada en Filipinas, Indonesia, Birmania, Tailandia, Malasia, Kalimantan y Sumatra.

## Plantas hospederas
No se conocen las plantas hospederas de G. sanguinocculus.